# Veli
Veli ist ein männlicher Vorname und ein  Familienname, der in dieser Schreibweise entweder aus dem Finnischen bzw. Estnischen oder aus dem Türkischen bzw. Albanischen stammt.

## Herkunft und Bedeutung
1. Veli bedeutet auf Finnisch „Bruder“. Varianten des Namens sind Veijo und Veikko.
2. Der türkische Vorname Veli ist arabischer Herkunft (Walī)[1] und kommt auch als Familienname vor. Er hat die Bedeutung „Unterstützer“ bzw. „Beschützer“ (in der Alltagssprache: Vormund, Patron).

## Namenstag
Namenstag ist sowohl in Estland als auch in Finnland am 9. Januar.

## Namensträger

### Finnischer Vorname
- Veli-Matti Ahonen (* 1965), finnischer Skispringer
- Veli Lampi (* 1984), finnischer Fußballspieler
- Veli-Matti Kärkkäinen (* 1958), finnischer Theologe
- Veli-Matti Lindström (* 1983), finnischer Skispringer
- Veli Saarinen (1902–1969), finnischer Skilangläufer

### Türkischer Vorname
- Veli Akbulut (* 1995), türkischer Fußballspieler
- Veli Çetin (* 1994), türkischer Fußballspieler
- Veli Kavlak (* 1988), österreichischer Fußballspieler
- Veli Küçük (* 1944), türkischer Brigadegeneral
- Veli Torun (* 1988), türkischer Fußballspieler

### Familienname
- Ersin Veli (* 1982), türkischer Fußballspieler
- Evagjelia Veli (* 1991), albanische Gewichtheberin